# Limaysaurus
Limaysaurus („șopârla Limay”) este un gen reprezentat printr-o singură specie de dinozaur sauropod din familia Rebbachisauridae, care a trăit în perioada Cretacicului mijlociu, acum aproximativ 99,6 până la 97 de milioane de ani, în Cenomanian⁠(d), în ceea ce este acum America de Sud (Patagonia nord-vestică și nord-estul Braziliei).

## Descoperire

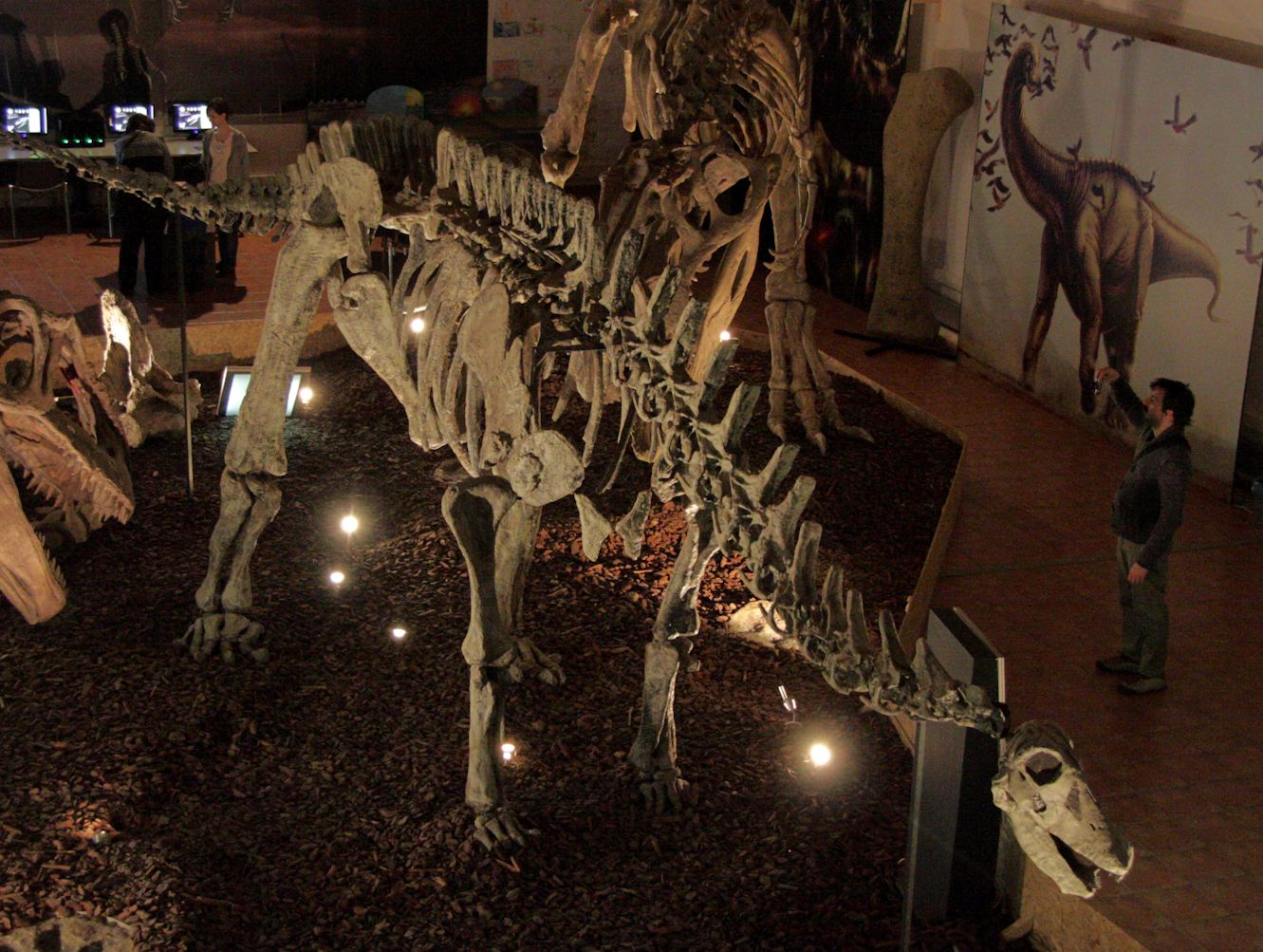
Scheletul văzut de sus, Universitatea Națională Tehnică din Atena, Grecia

Specia tip este Limaysaurus tessonei, care a fost inițial atribuită genului Rebbachisaurus ( sub denumirea Rebbachisaurus tessonei), de Jorge Calvo⁠(d) și Leonardo Salgado⁠(d) în 1995. Cu toate acestea, o separare generică a fost propusă de Salgado, Alberto Garrido, Sergio Cocca și Juan Cocca, iar genul Limaysaurus a fost numit în 2004. Numele generic este derivat din Río Limay⁠(d), care se află în apropierea regiunii, iar numele specific, tessonei, este în onoarea lui Lieto Tessone, care a găsit primul și cel mai complet holotip. Descoperirea lor a adus unele clarificări asupra distribuției dinozaurilor gondwanieni în perioada Cretacicului mijlociu. 
Mai multe specimene de Limaysaurus sunt cunoscute; dintre acestea, holotipul este complet în proporție de aproximativ 80%, fiind unul dintre cei mai compleți sauropozi din Cretacic găsiți vreodată în America de Sud. Holotipul MUCPv-205 este un schelet parțial care include partea din spate a craniului și a fost găsit în 1988 de Lieto Francisco Tessone. Acesta a fost ulterior colectat împreună cu MUCPv-206, un al doilea schelet fragmentar, de către José Bonaparte. Ambele specimene adulte provin probabil din partea superioară a Formației Candeleros, datată din perioada timpurie a Cenomanianului. Un specimen suplimentar mai mic, MUCPv-153, a fost găsit în apropiere și aparține bazei Formației Huincul, datând din Cenomanianul târziu.
Limaysaurus a fost găsit la 15 km sud-vest de Villa El Chocón⁠(d), departamentul Picún Leufú, provincia Neuquén, Patagonia, Argentina. Sedimentele aparțin subgrupului Río Limay, în formația Lohan Cura, la Cerro Aguada del León. Aceste straturi par să dateze din intervalul Aptian⁠(d)-Albian⁠(d); totuși, aceste fosile au fost ulterior numite Comahuesaurus.

## Descriere

Comparație de mărimi.

Limaysaurus era un sauropod de dimensiuni medii. Gregory S. Paul⁠(d) a estimat în 2010 lungimea sa la aproximativ 15 metri și greutatea la aproximativ 7 tone. Spinele neurale de pe spatele său erau foarte înalte. Spinele neurale ale vertebrelor cervicale și dorsale nu erau în formă de V, ci aveau o formă simplă și dreaptă asemănătoare cu litera I. Dinții săi erau curbați, spre deosebire de cei ai Diplodocusului, care erau în formă de creion.
O altă caracteristică distinctivă a acestui sauropod este relația sa filogenetică cu Rebbachisaurus⁠(d) din Maroc. Această descoperire susține teoria conform căreia exista o punte terestră care conecta America de Sud cu Africa acum 100 de milioane de ani. Limaysaurus își împărțea habitatul cu Andesaurus⁠(d) și Giganotosaurus, caracterizat prin câmpii cu lagune mari și puțin adânci. Clima era blândă și umedă. În rămășițele fosile ale lui Limaysaurus au fost găsite gastrolite care erau folosite pentru a ajuta stomacul să macine hrana.

## Clasificare

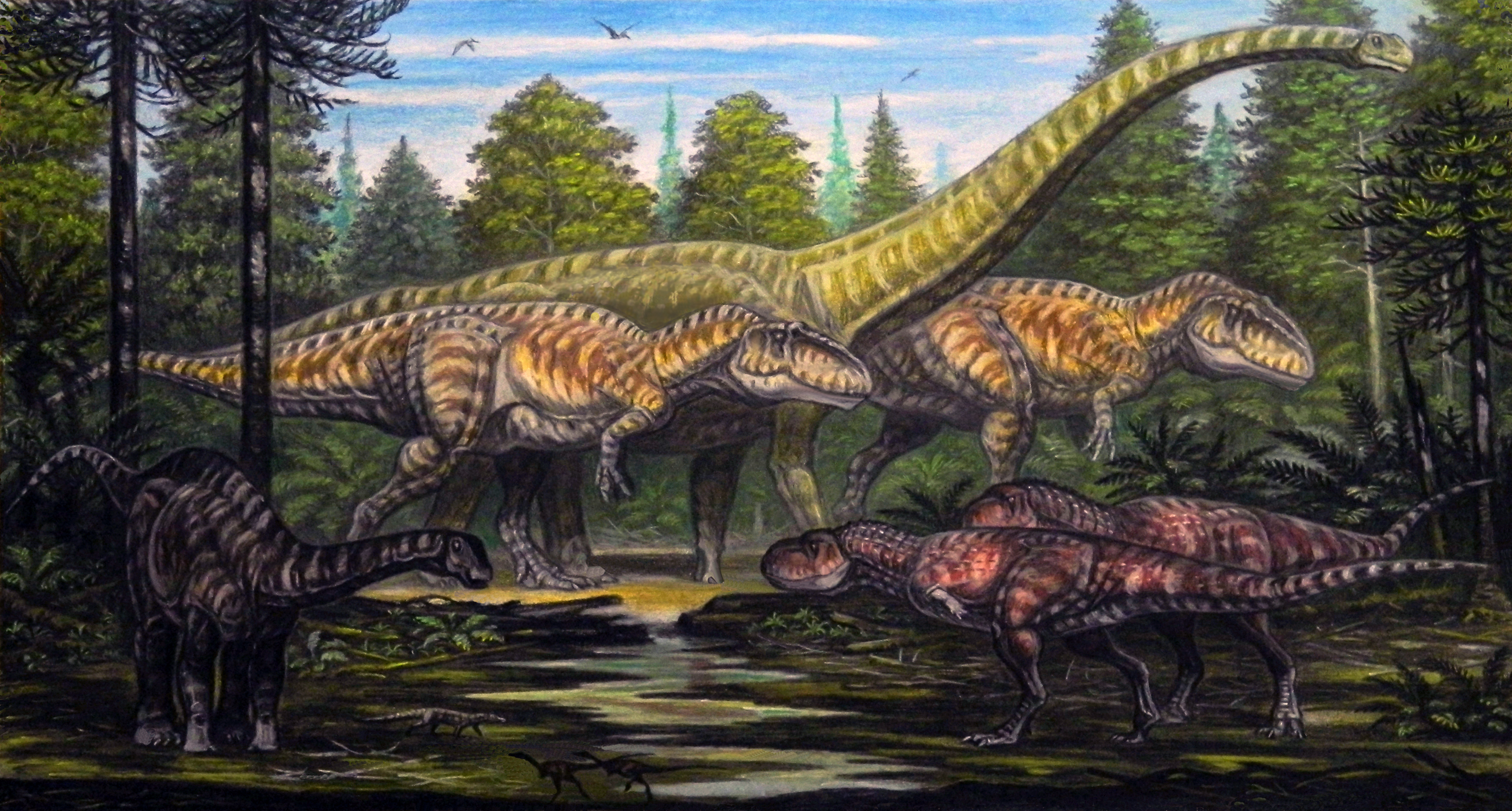
Restaurarea Limaysaurus (față stânga) cu dinozauri contemporani

Autorii descrierii din 2004 au atribuit Limaysaurus familiei Rebbachisauridae. Rebbachisauridele sunt o cladă bazală în cadrul Diplodocimorpha, iar rămășițele lor au fost găsite în roci din perioada Cretacicului în Europa, America de Sud și Africa. O analiză cladistică a sauropozilor macronarieni⁠(d) (Salgado et al., 2004) a demonstrat afinități strânse între Limaysaurus, genurile africane Rebbachisaurus și Nigersaurus⁠(d), precum și genurile sud-americane Rayososaurus și Cathartesaura⁠(d).